# Resolució 260 del Consell de Seguretat de les Nacions Unides
La Resolució 260 del Consell de Seguretat de les Nacions Unides, aprovada el 6 de novembre de 1968 després d'examinar l'aplicació de la República de Guinea Equatorial per a ser membre de les Nacions Unides, el Consell va recomanar a l'Assemblea general que la República de Guinea Equatorial fos admesa.